# Ephraim Mashaba
Ephraim Mashaba (ur. 6 sierpnia 1950 w Soweto) – południowoafrykański piłkarz, a następnie trener piłkarski.

## Kariera piłkarska
W swojej karierze piłkarskiej Mashaba grał w takich klubach jak: Orlando Pirates, Swaraj FC i Moroka Swallows.

## Kariera trenerska
Po zakończeniu kariery piłkarskiej Mashaba został trenerem. Prowadził młodzieżowe reprezentacje Południowej Afryki na różnych szczeblach wiekowych. W 2000 roku poprowadził reprezentację olimpijską na Igrzyskach Olimpijskich w Sydney.
W 1992 roku Mashaba po raz pierwszy poprowadził dorosłą reprezentację Południowej Afryki. Jej selekcjonerem był też w latach 2002–2004. Doprowadził ją do awansu na Puchar Narodów Afryki 2004, jednak przed samym rozpoczęciem turnieju został zwolniony i zastąpiony przez Aprila Phumo. W 2014 roku po raz trzeci został selekcjonerem reprezentacji Południowej Afryki. Poprowadził ją w Pucharze Narodów Afryki 2015.